# Punktschriftmaschine

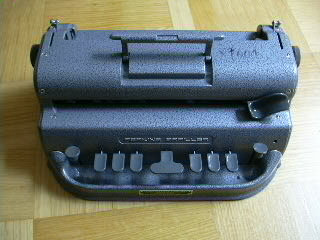
Perkins-Brailler

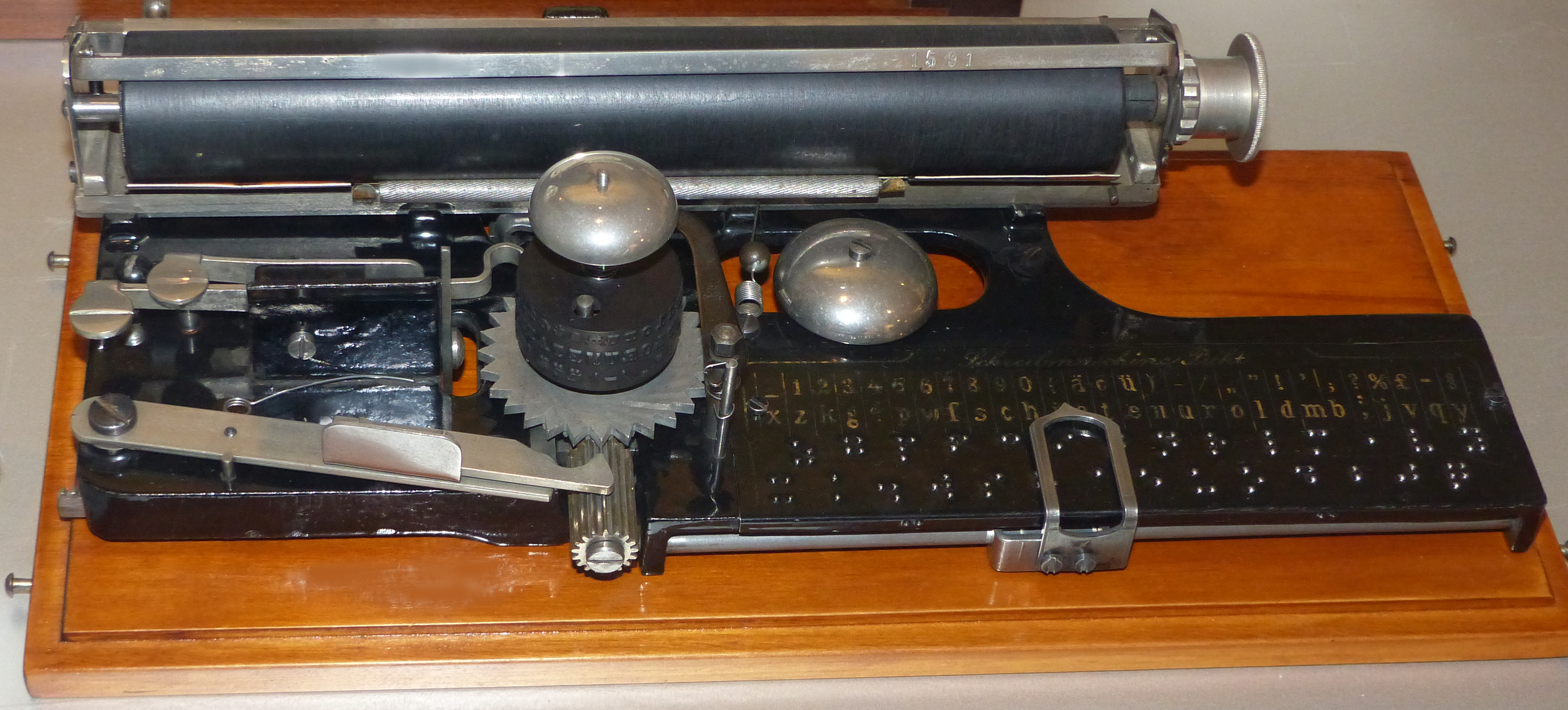
Blindenschreibmaschine von Herde & Wendt, Berlin um 1912, Technisches Museum Wien

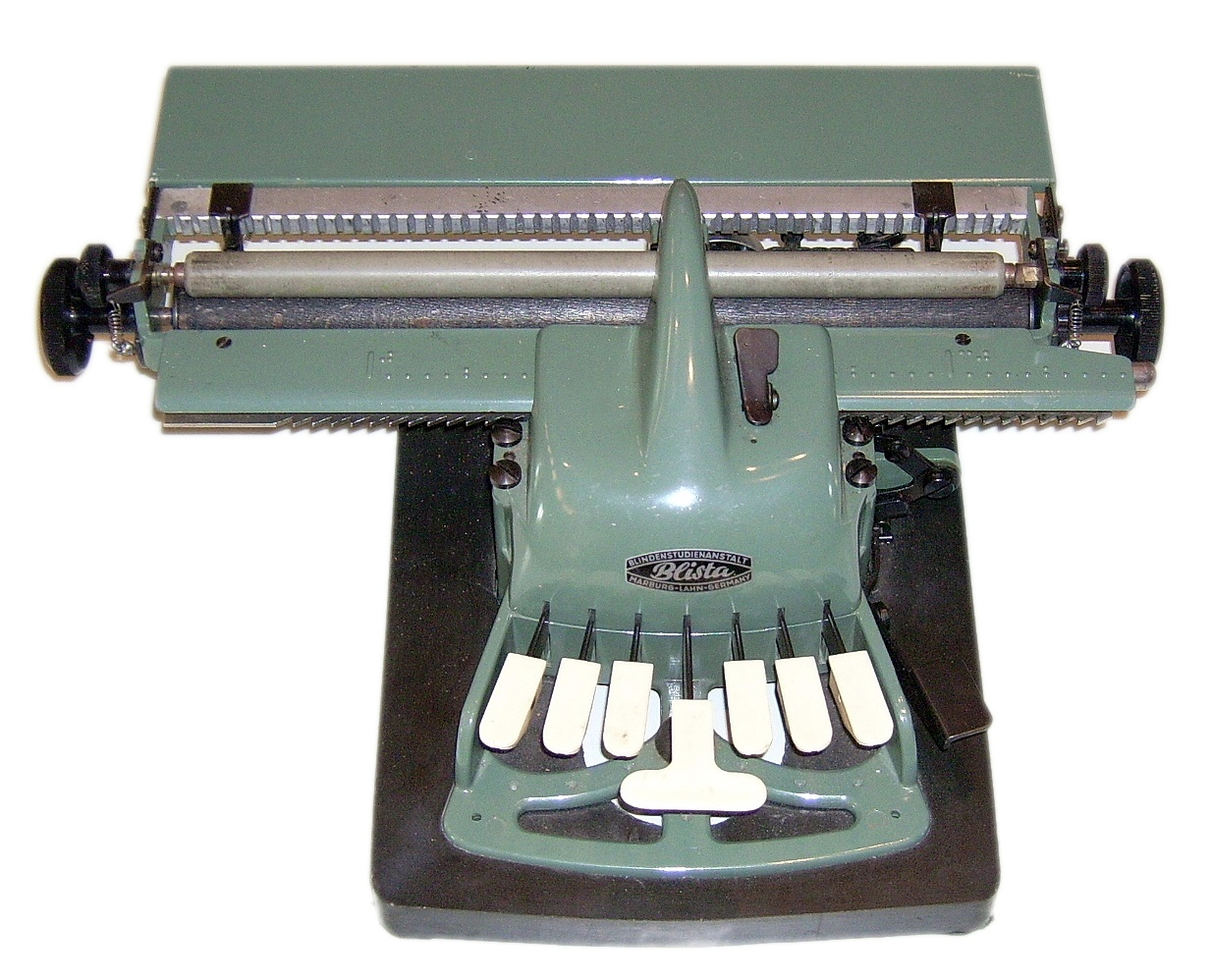
Weiterentwicklung der Bogenmaschine nach Oskar Picht. Diese Maschine wurde etwa in den 1980er Jahren von der BliStA in Marburg produziert. Vergleichbare Maschinen werden noch heute gebaut. Besonderheit: Der Bereich des Papierbogens neben dem Druckkopf ist gut zugänglich, was das Erstellen von Tabellen etc. sehr erleichtert.

Eine Punktschriftmaschine ist ein technisches Hilfsmittel, mit dem blinde und hochgradig sehbehinderte Menschen Punktschrift bzw. Brailleschrift schreiben können.
Eine Punktschriftmaschine besitzt nur sechs beziehungsweise acht Schreibtasten, oft eine Leertaste, sowie mehrere Funktionstasten. Wenn keine Leertaste vorhanden ist, wird der Leerschritt durch leichtes Drücken einer beliebigen anderen Taste ausgelöst, so dass es zu keiner Prägung kommt. Durch Akkord-Anschlag auf mehrere Tasten werden die einzelnen Buchstaben dargestellt.

## Unterscheidung
Grundsätzlich wird zwischen Bogenmaschinen (zum Schreiben auf Blindenschriftpapier) und Stenografiermaschinen (mit Rollenstreifen) unterschieden. Diese Maschinen ermöglichten blinden Verhandlungsstenografen schnelles Schreiben.
Es gibt rein mechanische und elektrische Punktschriftmaschinen. Die ersten wurden um das Jahr 1880 entwickelt; zuvor wurde ausschließlich mit Punktschrifttafel und Griffel geschrieben. Aufgrund der geringen Größe, des geringen Gewichts und von Spezialversionen für besondere Papierformate (wie etwa Karteikarten) kommen Punktschrifttafeln immer noch zum Einsatz – ähnlich wie Kugelschreiber und Notizblock nicht durch die Schreibmaschine abgelöst wurden.

## Der Perkins-Brailler
Die heute am weitesten verbreitete mechanische Punktschriftmaschine ist der Perkins-Brailler, benannt nach Thomas Handasyd Perkins, dem Förderer der von Samuel Gridley Howe gegründeten Perkins School for the Blind: eine einfache Schreibmaschine zum Schreiben von Punktschrift. Jede der sechs Tasten entspricht einem der sechs Punkte der Brailleschrift, die von blinden Menschen gelesen und geschrieben wird. Neben diesen sechs Tasten, die gleichzeitig oder einzeln gedrückt werden können und so die verschiedenen Buchstaben und Zeichen in das Punktschriftpapier prägen, befinden sich vorne an der Maschine eine Leertaste, eine Rücktaste (ein Zeichen zurück) und eine Zeilenschaltung. Der Zeilenrücktransport geschieht wie bei einer Schreibmaschine für Schwarzschrift manuell mit einer weiteren Taste.
Seitlich befinden sich Drehknöpfe zum Weitertransport des Papiers, auf dem der Text eingeprägt wird. Das Blatt im Format A4 wird mit diesen zuerst komplett ins Innere der Maschine aufgerollt, und dann beim Schreiben Zeile für Zeile wieder abgerollt.
Außer Punktschriftpapier lässt sich mit dem Perkins-Brailler zum Beispiel auch selbstklebende Punktschriftfolie beschreiben.

## Sonstiges
Mit mechanischen Punktschriftmaschinen kann üblicherweise nur Sechs-Punkt-Braille geschrieben werden.
Zum Schreiben von Acht-Punkt-Braille (Eurobraille) wird heutzutage meist die elektrische Elotype verwendet.